# Батаља (Салерно)
Батаља (итал. Battaglia) је насеље у Италији у округу Салерно, региону Кампанија.
Према процени из 2011. у насељу је живело 119 становника. Насеље се налази на надморској висини од 408 м.